# Tettitelum
Tettitelum is een geslacht van rechtvleugeligen uit de familie doornsprinkhanen (Tetrigidae). De wetenschappelijke naam van dit geslacht is voor het eerst geldig gepubliceerd in 1915 door Hancock.

## Soorten
Het geslacht Tettitelum  is monotypisch en omvat slechts de volgende soort:
- Tettitelum hastulatum (Kirby, 1914)